# واحد وخمسين (اختلال ضال)
«واحد وخمسين» (بالإنجليزية: Fifty-One)‏ هي الحلقة الرابعة للموسم الخامس من مسلسل إيه إم سي التلفزيوني الدرامي اختلال ضال. كتبها سام كاتلين وأخرجها ريان جونسون، بُثَّت على إيه إم سي في 5 أغسطس 2012.

## وصلات خارجية
- «واحد وخمسين» على إيه إم سي (بالإنجليزية)
- «واحد وخمسين» على قاعدة بيانات الأفلام على الإنترنت (بالإنجليزية)